# Zabelle Boyajian

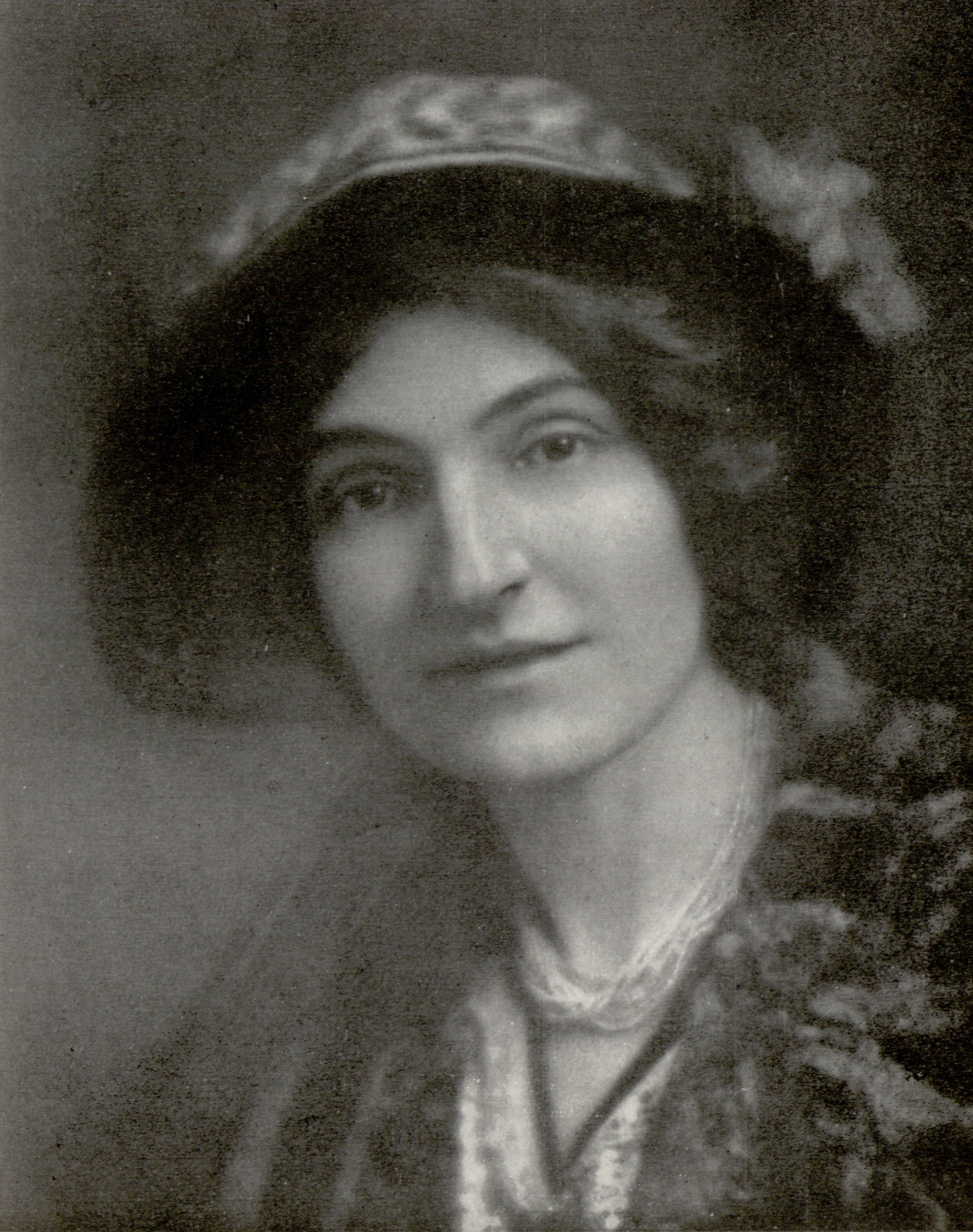
Porträt von Zabelle Boyajian (1912)

Zabelle C. Boyajian (armenisch Զապել Պոյաճեան; * 1873 in Diyarbakır; † 26. Januar 1957 in London) war eine osmanisch-armenische Malerin, Schriftstellerin und Übersetzerin.
Zabelle Boyajian wurde im Vilâyet Diyarbekir als Tochter des britischen Vizekonsuls in Diyarbakır und Harput, Baron Thomas Boyajian, und Catherine Rogers, einer Enkelin des Dichters Samuel Rogers, geboren. Ihr Vater Thomas wurde 1895 während der Massaker von Diyarbakır ermordet, weshalb Zabelle mit ihrer Mutter und ihrem Bruder nach London auswandern musste. In London besuchte sie die Slade School of Fine Art und begann, ihre eigenen Bücher zu schreiben und zu illustrieren. Ihr erster Roman, Esther, handelte über die Hamidischen Massaker in Sasun und wurde 1901 in London unter ihrem Schriftstellernamen Vardeni veröffentlicht. Sie stand Anna Raffi sehr nahe, der Frau des armenischen Schriftstellers Raffi, ebenso wie ihren zwei Söhnen Aram und Arshak, die alle nach dem Tode Raffis nach London umzogen. Boyajian übersetzte und veröffentlichte Auszüge von Raffis Romanen in der Zeitschrift Ararat und organisierte mehrere Leseabende, um die Erinnerung an sein Werk aufrechtzuerhalten. 1916 sammelte und übersetzte sie die Anthologie Armenian Legends and Poems (1916), die von Viscount James Bryce vorgestellt wurde und mehrere Gedichte in Alice Stone Blackwells Übersetzung enthielt. Boyajian reiste durch ganz Europa und veröffentlichte 1938 ihre Reisenotizen und Bilder aus Griechenland, In Greece with Pen and Palette. 1948 übersetzte und veröffentlichte sie Awetik Issahakjans episches Gedicht Abu Lala Mahari. Sie schrieb auch Aufsätze über Shakespeare, Byron, Euripides, Michael Arlen, Raffi und Awetik Issahakian, sowie vergleichende Werke über die englische und armenische Literatur.
Als Malerin hatte Zabelle Boyajian Einzelausstellungen in London (1910 und 1912), in Deutschland (1920), in Ägypten (1928) sowie zwischen 1940 und 1950 in Frankreich, Italien und Belgien.

## Werke
- Armenian Legends and Poems. Trans. Z. C. Boyajian. New York: Columbia University Press, 1. Ed., 1916.
- Gilgamesh: A Dream of the Eternal Quest. London: George W. Jones, 1924.
- In Greece with Pen and Palette. London: J.M. Dent & Sons, 1938.